# Earth (gruppo musicale)
Gli Earth sono un gruppo musicale statunitense di genere drone doom/stoner metal, fondato nel 1990 a Seattle (Washington) da Dylan Carlson, Slim Moon e Greg Babior. La band prende nome dalla prima incarnazione dei Black Sabbath.

## Storia
Sebbene si siano lasciati andare a diverse sperimentazioni musicali, sono noti come i pionieri di un genere minimale, lungo e ripetitivo, conosciuto come drone metal. In minor misura, il loro sound è stato classificato come doom metal. Tuttavia gli Earth, negli ultimi lavori, hanno molto poco a che vedere con il metal. I loro primi album possono essere visti come delle variazioni del doom metal sperimentale influenzato dai Melvins.
Dylan Carlson è sempre stato il nucleo principale della band nonostante i diversi e continui cambiamenti di formazione. Al di fuori del mondo della musica underground, Carlson è forse più noto per essere stato tanto il miglior amico dell'icona della musica grunge Kurt Cobain, quanto colui che ha acquistato il fucile che Cobain successivamente ha utilizzato per togliersi la vita. Dopo che gli Earth si erano trasferiti a Seattle, Cobain ha cantato nella canzone "Divine and Bright", da una demo inclusa nella nuova versione di un live album Sunn Amps and Smashed Guitars.
Il gruppo drone doom metal Sunn O))) prende il nome dalla marca degli amplificatori utilizzati dalla band (appunto Sunn). I Sunn O))) hanno in repertorio anche una canzone intitolata Dylan Carlson in un loro demo. Il supergruppo drone doom Teeth of Lions Rule the Divine prende il nome da una canzone estratta dal primo full-length album della band Earth 2: Special Low-Frequency Version.

## Formazione

### Formazione attuale
- Dylan Carlson - voce, chitarra
- Adrienne Davies - batteria
- Don McGreevy - basso
- Steve Moore - pianoforte, tastiere

### Ex componenti
- Slim Moon - voce
- Greg Babior - chitarra
- Joe Preston - basso, percussioni
- Ian Dickson - basso, chitarra
- Dave Harwell - basso
- Sean McElligot - chitarra
- Michael McDaniel - batteria
- John Schuller
- Tobi Vail

## Discografia

### Album in studio
- 1993 - Earth 2: Special Low-Frequency Version
- 1995 - Phase 3: Thrones and Dominions
- 1996 - Pentastar: In the Style of Demons
- 2005 - Hex (Or Printing in the Infernal Method)
- 2008 - The Bees Made Honey in the Lion's Skull
- 2011 - Angels of Darkness, Demons of Light I
- 2012 - Angels of Darkness, Demons of Light II
- 2014 - Primitive and Deadly
- 2019 - Full upon Her Burning Lips

### Extended play
- 1991 - Extra-Capsular Extraction
- 2007 - Hibernaculum

### Demo
- 1990 - Earth - Self-Titled 7"

### Live
- 1996 - Sunn Amps and Smashed Guitars
- 2003 - 070796 Live
- 2005 - Living in the Gleam of an Unsheathed Sword
- 2007 - Live Europe 2006

### Split album
- 2003 - Earth/K.K. Null (con K.K. Null)
- 2006 - AngelComa (con i Sunn O))))
- 2007 - Tribes of Neurot/Earth
- 2008 - Earth/Sir Richard Bishop (con Richard Bishop)

### Raccolte
- 2001 - Sunn Amps and Smashed Guitars live
- 2005 - Legacy of Dissolution
- 2006 - Live Hex: In a Large City on the North American Continent